# 일본의 역대 내각
이 문서는 일본의 역대 내각에 관한 내용이다.

## 내각 직권·일본 제국 헌법 및 내각 관제에 근거한 내각

### 메이지 시대 (1885년-1912년)
| 대수 | 내각                | 성립일           | 종료일           | 수반              | 정당                         |
| ---- | ------------------- | ---------------- | ---------------- | ----------------- | ---------------------------- |
| 1    | 제1차 이토 내각     | 1885년 12월 22일 | 1888년 4월 30일  | 이토 히로부미     | ――                           |
| 2    | 구로다 내각         | 1888년 4월 30일  | 1889년 10월 25일 | 구로다 기요타카   | ――                           |
| ─    | 산조 잠정 내각      | 1889년 10월 25일 | 1889년 12월 24일 | 산조 사네토미     | ――                           |
| 3    | 제1차 야마가타 내각 | 1889년 12월 24일 | 1891년 5월 6일   | 야마가타 아리토모 | ――                           |
| 4    | 제1차 마쓰카타 내각 | 1891년 5월 6일   | 1892년 8월 8일   | 마쓰카타 마사요시 | ――                           |
| 5    | 제2차 이토 내각     | 1892년 8월 8일   | 1896년 9월 18일  | 이토 히로부미     | 청일 전쟁 뒤에 자유당과 제휴 |
| 6    | 제2차 마쓰카타 내각 | 1896년 9월 18일  | 1898년 1월 12일  | 마쓰카타 마사요시 | 진보당                       |
| 7    | 제3차 이토 내각     | 1898년 1월 12일  | 1898년 6월 30일  | 이토 히로부미     | ――                           |
| 8    | 제1차 오쿠마 내각   | 1898년 6월 30일  | 1898년 11월 8일  | 오쿠마 시게노부   | 헌정당                       |
| 9    | 제2차 야마가타 내각 | 1898년 11월 8일  | 1900년 10월 19일 | 야마가타 아리토모 | 헌정당과 제휴                |
| 10   | 제4차 이토 내각     | 1900년 10월 19일 | 1901년 6월 2일   | 이토 히로부미     | 입헌정우회                   |
| 11   | 제1차 가쓰라 내각   | 1901년 6월 2일   | 1906년 1월 7일   | 가쓰라 다로       | ――                           |
| 12   | 제1차 사이온지 내각 | 1906년 1월 7일   | 1908년 7월 14일  | 사이온지 긴모치   | 입헌정우회                   |
| 13   | 제2차 가쓰라 내각   | 1908년 7월 14일  | 1911년 8월 30일  | 가쓰라 다로       | 입헌정우회                   |
| 14   | 제2차 사이온지 내각 | 1911년 8월 30일  | 1912년 12월 21일 | 사이온지 긴모치   | 입헌정우회                   |

### 다이쇼 시대 (1912년-1926년)
다이쇼 천황 치세의 내각(1921년 11월부터 황태자가 섭정)
| 대수 | 내각                 | 성립일           | 종료일           | 수반              | 정당                                                                             |
| ---- | -------------------- | ---------------- | ---------------- | ----------------- | -------------------------------------------------------------------------------- |
| 15   | 제3차 가쓰라 내각    | 1912년 12월 21일 | 1913년 2월 20일  | 가쓰라 다로       | ――                                                                               |
| 16   | 제1차 야마모토 내각  | 1913년 2월 20일  | 1914년 4월 16일  | 야마모토 곤노효에 | 입헌정우회                                                                       |
| 17   | 제2차 오쿠마 내각    | 1914년 4월 16일  | 1916년 10월 9일  | 오쿠마 시게노부   | 입헌동지회                                                                       |
| 18   | 데라우치 내각        | 1916년 10월 9일  | 1918년 9월 29일  | 데라우치 마사타케 | ――                                                                               |
| 19   | 하라 내각            | 1918년 9월 29일  | 1921년 11월 13일 | 하라 다카시       | 입헌정우회                                                                       |
| 20   | 다카하시 내각        | 1921년 11월 13일 | 1922년 6월 12일  | 다카하시 고레키요 | 입헌정우회                                                                       |
| 21   | 가토 도모사부로 내각 | 1922년 6월 12일  | 1923년 9월 2일   | 가토 도모사부로   | 입헌정우회                                                                       |
| 22   | 제2차 야마모토 내각  | 1923년 9월 2일   | 1924년 1월 7일   | 야마모토 곤노효에 | 혁신구락부                                                                       |
| 23   | 기요우라 내각        | 1924년 1월 7일   | 1924년 6월 11일  | 기요우라 게이고   | 초연내각(정우본당이 지지)                                                        |
| 24   | 가토 다카아키 내각   | 1924년 6월 11일  | 1924년 8월 2일   | 가토 다카아키     | 헌정회·입헌정우회·혁신구락부 (1925년 8월 2일 이후 헌정회가 단독으로 내각을 성립) |
| 24   | 가토 다카아키 내각   | 1925년 8월 2일   | 1926년 1월 30일  | 가토 다카아키     | 헌정회                                                                           |
| 25   | 제1차 와카쓰키 내각  | 1926년 1월 30일  | 1927년 4월 20일  | 와카쓰키 레이지로 | 헌정회                                                                           |

### 쇼와 시대 (1926년-1947년)
쇼와 천황 치세의 내각
| 대수 | 내각                  | 성립일           | 종료일           | 수반                      | 정당                                              |
| ---- | --------------------- | ---------------- | ---------------- | ------------------------- | ------------------------------------------------- |
| 26   | 다나카 기이치 내각    | 1927년 4월 20일  | 1929년 7월 2일   | 다나카 기이치             | 입헌정우회                                        |
| 27   | 하마구치 내각         | 1929년 7월 2일   | 1931년 4월 14일  | 하마구치 오사치           | 입헌민정당                                        |
| 28   | 제2차 와카쓰키 내각   | 1931년 4월 14일  | 1931년 12월 13일 | 와카쓰키 레이지로         | 입헌민정당                                        |
| 29   | 이누카이 내각         | 1931년 12월 13일 | 1932년 5월 26일  | 이누카이 쓰요시           | 입헌정우회                                        |
| 30   | 사이토 내각           | 1932년 5월 26일  | 1934년 7월 8일   | 사이토 마코토             | 중간 내각                                         |
| 31   | 오카다 내각           | 1934년 7월 8일   | 1936년 3월 9일   | 오카다 게이스케           | 중간 내각                                         |
| 32   | 히로타 내각           | 1936년 3월 9일   | 1937년 2월 2일   | 히로타 고키               | 중간 내각                                         |
| 33   | 하야시 내각           | 1937년 2월 2일   | 1937년 6월 4일   | 하야시 센주로             | 중간 내각                                         |
| 34   | 제1차 고노에 내각     | 1937년 6월 4일   | 1939년 1월 5일   | 고노에 후미마로           | 중간 내각                                         |
| 35   | 히라누마 내각         | 1939년 1월 5일   | 1939년 8월 30일  | 히라누마 기이치로         | 중간 내각                                         |
| 36   | 아베 노부유키 내각    | 1939년 8월 30일  | 1940년 1월 16일  | 아베 노부유키             | 중간 내각                                         |
| 37   | 요나이 내각           | 1940년 1월 16일  | 1940년 7월 22일  | 요나이 미쓰마사           | 중간 내각                                         |
| 38   | 제2차 고노에 내각     | 1940년 7월 22일  | 1941년 7월 18일  | 고노에 후미마로           | 중간 내각                                         |
| 39   | 제3차 고노에 내각     | 1941년 7월 18일  | 1941년 10월 18일 | 고노에 후미마로           | 중간 내각                                         |
| 40   | 도조 내각             | 1941년 10월 18일 | 1944년 7월 22일  | 도조 히데키               | 중간 내각(대정익찬회)                             |
| 41   | 고이소 내각           | 1944년 7월 22일  | 1945년 4월 7일   | 고이소 구니아키           | 중간 내각(대정익찬회)                             |
| 42   | 스즈키 간타로 내각    | 1945년 4월 7일   | 1945년 8월 17일  | 스즈키 간타로             | 중간 내각(대정익찬회)                             |
| 43   | 히가시쿠니노미야 내각 | 1945년 8월 17일  | 1945년 10월 9일  | 히가시쿠니노미야 나루히코 | 중간 내각 ※연합군 점령하 (사령관 더글러스 맥아더) |
| 44   | 시데하라 내각         | 1945년 10월 9일  | 1946년 5월 22일  | 시데하라 기주로           | 일본자유당·일본진보당 ※연합군 점령하              |
| 45   | 제1차 요시다 내각     | 1946년 5월 22일  | 1947년 5월 24일  | 요시다 시게루             | 일본자유당·일본진보당 ※연합군 점령하              |

## 일본국 헌법 및 내각법에 근거한 내각
1945년 9월 3일 이후이며(포츠담 선언 조인 후), 다만 일본국 헌법은 1947년 5월 3일 제1차 요시다 내각 때에 시행.

### 쇼와 시대 (1947년-1989년)
| 대수 | 내각                       | 내각                       | 성립일           | 종료일           | 수반              | 정당 |
| ---- | -------------------------- | -------------------------- | ---------------- | ---------------- | ----------------- | --- |
| 46   | 가타야마 내각              | 가타야마 내각              | 1947년 5월 24일  | 1948년 3월 10일  | 가타야마 데쓰     | 일본사회당·민주당·국민협동당 ※연합군 점령하                                                                      |
| 47   | 아시다 내각                | 아시다 내각                | 1948년 3월 10일  | 1948년 10월 15일 | 아시다 히토시     | 민주당·일본사회당·국민협동당 ※연합군 점령하                                                                      |
| 48   | 제2차 요시다 내각          | 제2차 요시다 내각          | 1948년 10월 15일 | 1949년 2월 16일  | 요시다 시게루     | 민주자유당 ※연합군 점령하                                                                                        |
| 49   | 제3차 요시다 내각          | 제3차 요시다 내각          | 1949년 2월 16일  | 1950년 6월 28일  | 요시다 시게루     | 민주자유당·민주당 → 자유당 ※연합군 점령하(1951년 4월 16일부터 매슈 리지웨이 사령부) ※1952년 4월 28일에 주권 회복 |
| 49   |                            | 제1차 개조내각             | 1950년 6월 28일  | 1951년 7월 4일   | 요시다 시게루     | 민주자유당·민주당 → 자유당 ※연합군 점령하(1951년 4월 16일부터 매슈 리지웨이 사령부) ※1952년 4월 28일에 주권 회복 |
| 49   |                            | 제2차 개조내각             | 1951년 7월 4일   | 1951년 12월 26일 | 요시다 시게루     | 민주자유당·민주당 → 자유당 ※연합군 점령하(1951년 4월 16일부터 매슈 리지웨이 사령부) ※1952년 4월 28일에 주권 회복 |
| 49   |                            | 제3차 개조내각             | 1951년 12월 26일 | 1952년 10월 30일 | 요시다 시게루     | 민주자유당·민주당 → 자유당 ※연합군 점령하(1951년 4월 16일부터 매슈 리지웨이 사령부) ※1952년 4월 28일에 주권 회복 |
| 50   | 제4차 요시다 내각          | 제4차 요시다 내각          | 1952년 10월 30일 | 1953년 5월 21일  | 요시다 시게루     | 자유당 |
| 51   | 제5차 요시다 내각          | 제5차 요시다 내각          | 1953년 5월 21일  | 1954년 12월 10일 | 요시다 시게루     | 자유당 각외 협력: 개진당                                                                                         |
| 52   | 제1차 하토야마 이치로 내각 | 제1차 하토야마 이치로 내각 | 1954년 12월 10일 | 1955년 3월 19일  | 하토야마 이치로   | 일본민주당 |
| 53   | 제2차 하토야마 이치로 내각 | 제2차 하토야마 이치로 내각 | 1955년 3월 19일  | 1955년 11월 22일 | 하토야마 이치로   | 일본민주당 |
| 54   | 제3차 하토야마 이치로 내각 | 제3차 하토야마 이치로 내각 | 1955년 11월 22일 | 1956년 12월 23일 | 하토야마 이치로   | 자유민주당 |
| 55   | 이시바시 내각              | 이시바시 내각              | 1956년 12월 23일 | 1957년 2월 25일  | 이시바시 단잔     | 자유민주당 |
| 56   | 제1차 기시 내각            | 제1차 기시 내각            | 1957년 2월 25일  | 1957년 7월 10일  | 기시 노부스케     | 자유민주당 |
| 56   |                            | 개조내각                   | 1957년 7월 10일  | 1958년 6월 12일  | 기시 노부스케     | 자유민주당 |
| 57   | 제2차 기시 내각            | 제2차 기시 내각            | 1958년 6월 12일  | 1959년 6월 18일  | 기시 노부스케     | 자유민주당 |
| 57   |                            | 개조내각                   | 1959년 6월 18일  | 1960년 7월 19일  | 기시 노부스케     | 자유민주당 |
| 58   | 제1차 이케다 내각          | 제1차 이케다 내각          | 1960년 7월 19일  | 1960년 12월 8일  | 이케다 하야토     | 자유민주당 |
| 59   | 제2차 이케다 내각          | 제2차 이케다 내각          | 1960년 12월 8일  | 1961년 7월 18일  | 이케다 하야토     | 자유민주당 |
| 59   |                            | 제1차 개조내각             | 1961년 7월 18일  | 1962년 7월 18일  | 이케다 하야토     | 자유민주당 |
| 59   |                            | 제2차 개조내각             | 1962년 7월 18일  | 1963년 7월 18일  | 이케다 하야토     | 자유민주당 |
| 59   |                            | 제3차 개조내각             | 1963년 7월 18일  | 1963년 12월 9일  | 이케다 하야토     | 자유민주당 |
| 60   | 제3차 이케다 내각          | 제3차 이케다 내각          | 1963년 12월 9일  | 1964년 7월 18일  | 이케다 하야토     | 자유민주당 |
| 60   |                            | 개조내각                   | 1964년 7월 18일  | 1964년 11월 9일  | 이케다 하야토     | 자유민주당 |
| 61   | 제1차 사토 내각            | 제1차 사토 내각            | 1964년 11월 9일  | 1965년 6월 3일   | 사토 에이사쿠     | 자유민주당 |
| 61   |                            | 제1차 개조내각             | 1965년 6월 3일   | 1966년 8월 1일   | 사토 에이사쿠     | 자유민주당 |
| 61   |                            | 제2차 개조내각             | 1966년 8월 1일   | 1966년 12월 3일  | 사토 에이사쿠     | 자유민주당 |
| 61   |                            | 제3차 개조내각             | 1966년 12월 3일  | 1967년 2월 17일  | 사토 에이사쿠     | 자유민주당 |
| 62   | 제2차 사토 내각            | 제2차 사토 내각            | 1967년 2월 17일  | 1967년 11월 25일 | 사토 에이사쿠     | 자유민주당 |
| 62   |                            | 제1차 개조내각             | 1967년 11월 25일 | 1968년 11월 30일 | 사토 에이사쿠     | 자유민주당 |
| 62   |                            | 제2차 개조내각             | 1968년 11월 30일 | 1970년 1월 14일  | 사토 에이사쿠     | 자유민주당 |
| 63   | 제3차 사토 내각            | 제3차 사토 내각            | 1970년 1월 14일  | 1971년 7월 9일   | 사토 에이사쿠     | 자유민주당 |
| 63   |                            | 개조내각                   | 1971년 7월 9일   | 1972년 7월 7일   | 사토 에이사쿠     | 자유민주당 |
| 64   | 제1차 다나카 가쿠에이 내각 | 제1차 다나카 가쿠에이 내각 | 1972년 7월 7일   | 1972년 12월 22일 | 다나카 가쿠에이   | 자유민주당 |
| 65   | 제2차 다나카 가쿠에이 내각 | 제2차 다나카 가쿠에이 내각 | 1972년 12월 22일 | 1973년 11월 25일 | 다나카 가쿠에이   | 자유민주당 |
| 65   |                            | 제1차 개조내각             | 1973년 11월 25일 | 1974년 11월 11일 | 다나카 가쿠에이   | 자유민주당 |
| 65   |                            | 제2차 개조내각             | 1974년 11월 11일 | 1974년 12월 9일  | 다나카 가쿠에이   | 자유민주당 |
| 66   | 미키 내각                  | 미키 내각                  | 1974년 12월 9일  | 1976년 9월 15일  | 미키 다케오       | 자유민주당 |
| 66   |                            | 개조내각                   | 1976년 9월 15일  | 1976년 12월 24일 | 미키 다케오       | 자유민주당 |
| 67   | 후쿠다 다케오 내각         | 후쿠다 다케오 내각         | 1976년 12월 24일 | 1977년 11월 28일 | 후쿠다 다케오     | 자유민주당 |
| 67   |                            | 개조내각                   | 1977년 11월 28일 | 1978년 12월 7일  | 후쿠다 다케오     | 자유민주당 |
| 68   | 제1차 오히라 내각          | 제1차 오히라 내각          | 1978년 12월 7일  | 1979년 11월 9일  | 오히라 마사요시   | 자유민주당 |
| 69   | 제2차 오히라 내각          | 제2차 오히라 내각          | 1979년 11월 9일  | 1980년 7월 17일  | 오히라 마사요시   | 자유민주당(신 자유 클럽이 각외 협력)                                                                             |
| 70   | 스즈키 젠코 내각           | 스즈키 젠코 내각           | 1980년 7월 17일  | 1981년 11월 30일 | 스즈키 젠코       | 자유민주당 |
| 70   |                            | 개조내각                   | 1981년 11월 30일 | 1982년 11월 27일 | 스즈키 젠코       | 자유민주당 |
| 71   | 제1차 나카소네 내각        | 제1차 나카소네 내각        | 1982년 11월 27일 | 1983년 12월 27일 | 나카소네 야스히로 | 자유민주당 |
| 72   | 제2차 나카소네 내각        | 제2차 나카소네 내각        | 1983년 12월 27일 | 1984년 11월 1일  | 나카소네 야스히로 | 자유민주당·신 자유 클럽                                                                                          |
| 72   |                            | 제1차 개조내각             | 1984년 11월 1일  | 1985년 12월 28일 | 나카소네 야스히로 | 자유민주당·신 자유 클럽                                                                                          |
| 72   |                            | 제2차 개조내각             | 1985년 12월 28일 | 1986년 7월 22일  | 나카소네 야스히로 | 자유민주당·신 자유 클럽                                                                                          |
| 73   | 제3차 나카소네 내각        | 제3차 나카소네 내각        | 1986년 7월 22일  | 1987년 11월 6일  | 나카소네 야스히로 | 자유민주당 |
| 74   | 다케시타 내각              | 다케시타 내각              | 1987년 11월 6일  | 1988년 12월 27일 | 다케시타 노보루   | 자유민주당 |
| 74   |                            | 개조내각                   | 1988년 12월 27일 | 1989년 6월 3일   | 다케시타 노보루   | 자유민주당 |

### 헤이세이 시대 (1989년-2019년)
| 대수 | 내각                 | 내각                         | 성립일           | 종료일           | 수반              | 정당                                                                                          |
| ---- | -------------------- | ---------------------------- | ---------------- | ---------------- | ----------------- | --------------------------------------------------------------------------------------------- |
| 75   | 우노 내각            | 우노 내각                    | 1989년 6월 3일   | 1989년 8월 10일  | 우노 소스케       | 자유민주당                                                                                    |
| 76   | 제1차 가이후 내각    | 제1차 가이후 내각            | 1989년 8월 10일  | 1990년 2월 28일  | 가이후 도시키     | 자유민주당                                                                                    |
| 77   | 제2차 가이후 내각    | 제2차 가이후 내각            | 1990년 2월 28일  | 1990년 12월 29일 | 가이후 도시키     | 자유민주당                                                                                    |
| 77   |                      | 개조내각                     | 1990년 12월 29일 | 1991년 11월 5일  | 가이후 도시키     | 자유민주당                                                                                    |
| 78   | 미야자와 내각        | 미야자와 내각                | 1991년 11월 5일  | 1992년 12월 12일 | 미야자와 기이치   | 자유민주당                                                                                    |
| 78   |                      | 개조내각                     | 1992년 12월 12일 | 1993년 8월 9일   | 미야자와 기이치   | 자유민주당                                                                                    |
| 79   | 호소카와 내각        | 호소카와 내각                | 1993년 8월 9일   | 1994년 4월 28일  | 호소카와 모리히로 | 일본신당·일본사회당·신생당·공명당 신당 사키가케·민사당·사회민주연합·민주개혁연합(참의원 회파) |
| 80   | 하타 내각            | 하타 내각                    | 1994년 4월 28일  | 1994년 6월 30일  | 하타 쓰토무       | 신생당·일본신당·민사당·자유당·공명당 사회민주연합·개혁의 회(신당 사키가케가 각외 협력)        |
| 81   | 무라야마 내각        | 무라야마 내각                | 1994년 6월 30일  | 1995년 8월 8일   | 무라야마 도미이치 | 일본사회당·자유민주당·신당 사키가케                                                           |
| 81   |                      | 개조내각                     | 1995년 8월 8일   | 1996년 1월 11일  | 무라야마 도미이치 | 일본사회당·자유민주당·신당 사키가케                                                           |
| 82   | 제1차 하시모토 내각  | 제1차 하시모토 내각          | 1996년 1월 11일  | 1996년 11월 7일  | 하시모토 류타로   | 자유민주당·사회민주당·신당 사키가케                                                           |
| 83   | 제2차 하시모토 내각  | 제2차 하시모토 내각          | 1996년 11월 7일  | 1997년 9월 11일  | 하시모토 류타로   | 자유민주당(사회민주당과 신당 사키가케가 각외 협력)                                            |
| 83   |                      | 개조내각                     | 1997년 9월 11일  | 1998년 7월 30일  | 하시모토 류타로   | 자유민주당(사회민주당과 신당 사키가케가 1998년 6월까지 각외 협력)                             |
| 84   | 오부치 내각          | 오부치 내각                  | 1998년 7월 30일  | 1999년 1월 14일  | 오부치 게이조     | 자유민주당                                                                                    |
| 84   |                      | 제1차 개조내각               | 1999년 1월 14일  | 1999년 10월 5일  | 오부치 게이조     | 자유민주당·자유당                                                                             |
| 84   |                      | 제2차 개조내각               | 1999년 10월 5일  | 2000년 4월 5일   | 오부치 게이조     | 자유민주당·자유당·공명당                                                                      |
| 85   | 제1차 모리 내각      | 제1차 모리 내각              | 2000년 4월 5일   | 2000년 7월 4일   | 모리 요시로       | 자유민주당·공명당·보수당                                                                      |
| 86   | 제2차 모리 내각      | 제2차 모리 내각              | 2000년 7월 4일   | 2000년 12월 5일  | 모리 요시로       | 자유민주당·공명당·보수당                                                                      |
| 86   |                      | 개조내각 (중앙 성청 개편 전) | 2000년 12월 5일  | 2001년 1월 6일   | 모리 요시로       | 자유민주당·공명당·보수당                                                                      |
| 86   |                      | 개조내각 (중앙 성청 개편 후) | 2001년 1월 6일   | 2001년 4월 26일  | 모리 요시로       | 자유민주당·공명당·보수당                                                                      |
| 87   | 제1차 고이즈미 내각  | 제1차 고이즈미 내각          | 2001년 4월 26일  | 2002년 9월 30일  | 고이즈미 준이치로 | 자유민주당·공명당·보수당                                                                      |
| 87   |                      | 제1차 개조내각               | 2002년 9월 30일  | 2003년 9월 22일  | 고이즈미 준이치로 | 자유민주당·공명당·보수당 (2002년 12월부터 보수신당)                                           |
| 87   |                      | 제2차 개조내각               | 2003년 9월 22일  | 2003년 11월 19일 | 고이즈미 준이치로 | 자유민주당·공명당·보수당 (2003년 11월에 자민당에 합류)                                        |
| 88   | 제2차 고이즈미 내각  | 제2차 고이즈미 내각          | 2003년 11월 19일 | 2004년 9월 27일  | 고이즈미 준이치로 | 자유민주당·공명당                                                                             |
| 88   |                      | 개조내각                     | 2004년 9월 27일  | 2005년 9월 21일  | 고이즈미 준이치로 | 자유민주당·공명당                                                                             |
| 89   | 제3차 고이즈미 내각  | 제3차 고이즈미 내각          | 2005년 9월 21일  | 2005년 10월 31일 | 고이즈미 준이치로 | 자유민주당·공명당                                                                             |
| 89   |                      | 개조내각                     | 2005년 10월 31일 | 2006년 9월 26일  | 고이즈미 준이치로 | 자유민주당·공명당                                                                             |
| 90   | 제1차 아베 신조 내각 | 제1차 아베 신조 내각         | 2006년 9월 26일  | 2007년 8월 27일  | 아베 신조         | 자유민주당·공명당                                                                             |
| 90   |                      | 개조내각                     | 2007년 8월 27일  | 2007년 9월 26일  | 아베 신조         | 자유민주당·공명당                                                                             |
| 91   | 후쿠다 야스오 내각   | 후쿠다 야스오 내각           | 2007년 9월 26일  | 2008년 8월 2일   | 후쿠다 야스오     | 자유민주당·공명당                                                                             |
| 91   |                      | 개조내각                     | 2008년 8월 2일   | 2008년 9월 24일  | 후쿠다 야스오     | 자유민주당·공명당                                                                             |
| 92   | 아소 내각            | 아소 내각                    | 2008년 9월 24일  | 2009년 9월 16일  | 아소 다로         | 자유민주당·공명당                                                                             |
| 93   | 하토야마 유키오 내각 | 하토야마 유키오 내각         | 2009년 9월 16일  | 2010년 6월 8일   | 하토야마 유키오   | 민주당·사회민주당(2010년 5월까지)·국민신당                                                    |
| 94   | 간 내각              | 간 내각                      | 2010년 6월 8일   | 2010년 9월 17일  | 간 나오토         | 민주당·국민신당                                                                               |
| 94   |                      | 제1차 개조내각               | 2010년 9월 17일  | 2011년 1월 14일  | 간 나오토         | 민주당·국민신당                                                                               |
| 94   |                      | 제2차 개조내각               | 2011년 1월 14일  | 2011년 9월 2일   | 간 나오토         | 민주당·국민신당                                                                               |
| 95   | 노다 내각            | 노다 내각                    | 2011년 9월 2일   | 2012년 1월 13일  | 노다 요시히코     | 민주당·국민신당                                                                               |
| 95   |                      | 제1차 개조내각               | 2012년 1월 13일  | 2012년 6월 4일   | 노다 요시히코     | 민주당·국민신당                                                                               |
| 95   |                      | 제2차 개조내각               | 2012년 6월 4일   | 2012년 10월 1일  | 노다 요시히코     | 민주당·국민신당                                                                               |
| 95   |                      | 제3차 개조내각               | 2012년 10월 1일  | 2012년 12월 26일 | 노다 요시히코     | 민주당·국민신당                                                                               |
| 96   | 제2차 아베 신조 내각 | 제2차 아베 신조 내각         | 2012년 12월 26일 | 2014년 9월 3일   | 아베 신조         | 자유민주당·공명당                                                                             |
| 96   |                      | 개조내각                     | 2014년 9월 3일   | 2014년 12월 24일 | 아베 신조         | 자유민주당·공명당                                                                             |
| 97   | 제3차 아베 신조 내각 | 제3차 아베 신조 내각         | 2014년 12월 24일 | 2015년 10월 7일  | 아베 신조         | 자유민주당·공명당                                                                             |
| 97   |                      | 제1차 개조내각               | 2015년 10월 7일  | 2016년 8월 3일   | 아베 신조         | 자유민주당·공명당                                                                             |
| 97   |                      | 제2차 개조내각               | 2016년 8월 3일   | 2017년 8월 3일   | 아베 신조         | 자유민주당·공명당                                                                             |
| 97   |                      | 제3차 개조내각               | 2017년 8월 3일   | 2017년 11월 1일  | 아베 신조         | 자유민주당·공명당                                                                             |
| 98   | 제4차 아베 신조 내각 | 제4차 아베 신조 내각         | 2017년 11월 1일  | 2018년 10월 2일  | 아베 신조         | 자유민주당·공명당                                                                             |
| 98   |                      | 제1차 개조내각               | 2018년 10월 2일  | 2019년 9월 11일  | 아베 신조         | 자유민주당·공명당                                                                             |

### 레이와 시대 (2019년-현재)
| 대수 | 내각                 | 내각                 | 성립일           | 종료일           | 수반          | 정당              |
| ---- | -------------------- | -------------------- | ---------------- | ---------------- | ------------- | ----------------- |
| 98   | 제4차 아베 신조 내각 | 제4차 아베 신조 내각 | 2019년 9월 11일  | 2020년 9월 16일  | 아베 신조     | 자유민주당·공명당 |
| 98   | 제2차 개조내각       |                      | 2019년 9월 11일  | 2020년 9월 16일  | 아베 신조     | 자유민주당·공명당 |
| 99   | 스가 내각            | 스가 내각            | 2020년 9월 16일  | 2021년 10월 4일  | 스가 요시히데 | 자유민주당·공명당 |
| 100  | 제1차 기시다 내각    | 제1차 기시다 내각    | 2021년 10월 4일  | 2021년 11월 10일 | 기시다 후미오 | 자유민주당·공명당 |
| 101  | 제2차 기시다 내각    | 제2차 기시다 내각    | 2021년 11월 10일 | 2022년 8월 10일  | 기시다 후미오 | 자유민주당·공명당 |
| 101  |                      | 제1차 개조내각       | 2022년 8월 10일  | 2023년 9월 13일  | 기시다 후미오 | 자유민주당·공명당 |
| 101  |                      | 제2차 개조내각       | 2023년 9월 13일  | 2024년 10월 1일  | 기시다 후미오 | 자유민주당·공명당 |
| 102  | 제1차 이시바 내각    | 제1차 이시바 내각    | 2024년 10월 1일  | 2024년 11월 11일 | 이시바 시게루 | 자유민주당·공명당 |
| 103  | 제2차 이시바 내각    | 제2차 이시바 내각    | 2024년 11월 11일 |                  | 이시바 시게루 | 자유민주당·공명당 |

## 같이 보기
- 일본 내각
- 일본의 내각총리대신 목록
- 내각총리대신 임시 대리